# Dukmàssov
Dukmàssov (en rus Дукмасов) és un khútor del raion de Xovguénovski, a la República d'Adiguèsia, a Rússia. Es troba a la vora del riu Guiagà, a 47 km al nord de Maikop. Pertanyen a aquest khútor els khútors de Kassatkin, Mokronazàrov, Mamàtsev, Orékhov, Pentiukhov, Pikalin, Tíkhonov i Txikalov
- Kassatkin (en rus Касаткин). Es troba a la vora del riu Guiagà, a 20 km a l'oest de Khakurinokhabl i a 37 km al nord de Maikop.
- Mamàtsev (en rus Мамацев). Es troba a la vora del riu Labà, a 21 km al sud-oest de Khakurinokhabl i a 38 km al nord-oest de Maikop.
- Mokronazàrov (en rus Мокроназаров). Es troba a la vora del riu Guiagà, a 22 km a l'oest de Khakurinokhabl i a 43 km al nord-oest de Maikop.
- Orékhov (en rus Орехов) és un khútor. Es troba a la vora del riu Guiagà, a 24 km a l'oest de Khakurinokhabl i a 43 km al nord-oest de Maikop.
- Pentiukhov (en rus Пентюхов). És a 23 km al sud-oest de Khakurinokhabl i a 40 km al nord de Maikop.
- Pikalin' (en rus Пикалин). És a 21 km a l'oest de Khakurinokhabl i a 39 km al nord de Maikop. Pertany al khútor de Dukmàssov.
- Tíkhonov' (en rus Тихонов). Es troba a la vora del riu Guiagà, a 23 km a l'oest de Khakurinokhabl i a 41 km al nord-oest de Maikop.
- Txikalov' (en rus Чикалов). Es troba a la vora del riu Guiagà, a 22 km a l'oest de Khakurinokhabl i a 40 km al nord-oest de Maikop.